# Diego Innico Caracciolo
Pour les articles homonymes, voir Caracciolo.
Diego Innico Caracciolo (né le 18 juillet 1759 à Martina Franca dans le royaume des Deux-Siciles et mort le 24 janvier 1820 à Naples) est un cardinal napolitain du XIXe siècle.

## Biographie
Caraccioli fait ses études au Collège Clementine. Il ensuite exerce des fonctions au sein de la Curie romaine, notamment auprès de la Congrégation pour les  indulgences et les reliques. Il accompagne le pape Pie VI en exil vers Valence et est présent lors de sa mort.
Le pape Pie VII le crée cardinal lors du consistoire du 11 août 1800, en reconnaissance de sa fidélité envers Pie VI. Le cardinal Caracciolo est préfet de la Congrégation pour les indulgences et les reliques. Comme étranger il est expulsé de Rome en 1808 et se réfugie à Naples. Il est nommé président des négociations pour conclure un concordat entre  les Deux-Siciles et le Saint-Siège. Un concordat est signé en 1818 à Terracina. Le cardinal Caracciolo est préfet du Tribunal suprême de la Signature apostolique, mais  réside à Naples pour suivre l'application du concordat.